# Ибрагим Бей
Ибрагим-бей (араб. إبراهيم بك‎ По происхождению грузин, настоящее имя: Шинджикашвили груз. შინჯიკაშვილი; 1735 — 1817) — османский губернатор (каймакам) Египта (1780—1781, 1784—1785, 1803—1804), вождь мамлюков, военный командующий и правитель объединённого Египта.

## Биография
Родился в небольшом селе Марткопи, около Тбилиси и был захвачен в плен оттоманскими разбойниками. Он был переименован в «Ибрагима» его владельцем (в соответствии с турецким обычаем того времени, это стало его единственным именем; почётный титул «бей» был добавлен позже).
В конце концов, Ибрагим был продан правителю Египта, спустя некоторое время освобождён за верную службу и получил власть над городом Каиром. Когда его прежний владелец умер, он стал верховным правителем страны вместе со своим соплеменником, Мурад-беем.
В Сражениях у Пирамид и при Гелиополе, Ибрагим-бей противостоял армии Наполеона, но был побеждён в обеих битвах. Эти поражения покончили с его господством в стране. Ибрагим-бей умер в полном забвении в 1817 году, пережив резню 1811 года устроенную Мухаммедом Али Египетским.

## Образ в кино
- «Мамлюк» (1958)